# Liste des récompenses et des records de Peyton Manning
Cet article traite des différents récompenses obtenues et record battus par Peyton Manning au cours de sa carrière de joueur professionnel de football américain.

## Récapitulatif
- Vainqueur du Super Bowl 50 face aux Panthers de la Caroline en 2015
- Vainqueur du Super Bowl XLI face aux Bears de Chicago en 2006
- Most Valuable Player du Super Bowl XLI.
- Most Valuable Player de la NFL en 2003, 2004, 2008, 2009 et 2013 et unique joueur à avoir reçu cet honneur cinq fois.
- Vaincu du Super Bowl XLIV face aux Saints de La Nouvelle-Orléans en 2009 ainsi que du Super Bowl XLVIII face aux Seahawks de Seattle en 2013.
- Most Valuable Player du Pro Bowl en 2005.
- Recordman du nombre de touchdowns lancés en une saison (55) en 2013. Il bat ainsi les 50 touchdowns lancés par Tom Brady en 2007, qui avait lui-même battu son record de 49 touchdowns en 2004.
- Recordman du plus grand nombre de yards gagnés à la passe en une saison, avec 5 477 yards en 2013[1]. Il devance Drew Brees d'un yards, qui avait gagné 5 476 yards en 2011.
- Recordman du nombre de matchs à plus de 4 passes de touchdowns avec 9 matchs en 2013. Il bat ainsi les 6 matchs à 4 passes de touchdown ou plus de Dan Marino en 1984.
- Auteur du meilleur début de saison pour un quarterback, avec 20 touchdowns lancés avant de connaître sa première interception en 2013. Il bat ainsi les 16 touchdowns sans interception de Milt Plum au début de la saison 1960.
- Lui et son coéquipier receveur Marvin Harrison ont le record du plus grand nombre de touchdowns en tant que duo quarterback/wide receiver, avec 112 touchdowns.
- Le 19 octobre 2014,  face au 49ers de San Francisco, il bat le record de 508 passes touchdowns en carrières appartenant à Brett Favre. Il lance une 509e passe de touchdown en carrière au receveur Demaryius Thomas.

## Récompenses majeures au lycée
- Louisiana Class 2A MVP 1992, 1993
- Gatorade Circle of Champions Award 1993
- Atlanta TD Club's Bobby Dodd Award 1993
- Joueur de l'année du New Orleans Quarterback Club 1993
- Joueur offensif de l'année du Columbus, Ohio Touchdown Club 1993
- Joueur lycéen national de l'année 1993

## Récompenses universitaires
Peyton Manning termine sa carrière universitaire avec 42 records NCAA, de la SEC et de l'université de Tennessee records. Le quarterback devient le quatrième joueur universitaire à lancer plus de 11 000 yards au total.
- Débutant de la Southeastern Conference (SEC) de l'année 1994
- Première équipe SEC 1995
- Joueur offensif SEC de la semaine (contre Arkansas) en 1995
- Deuxième équipe SEC 1996
- Troisième équipe nationale 1996
- Joueur offensif SEC de la semaine (contre South Carolina) en 1996
- Joueur offensif SEC de la semaine (contre Georgia) en 1996
- Récompense Davey O'Brien 1997
- Récompense Johnny Unitas 1997
- Quarterback NCCA de l'année 1997
- Récompense Maxwell 1997
- Récompense James E. Sullivan 1997
- Récompense Today's Top VIII 1997
- Meilleur joueur du championnat SEC 1997
- Meilleur joueur du Citrus Bowl 1997
- Première équipe nationale 1997
- Joueur de l'année SEC 1997
- Première équipe SEC 1997
- Joueur SEC de la semaine (contre Southern Miss) en 1997
- ESPY Awards – Meilleur joueur universitaire de l'année 1998

## Records NFL
Lors qu'il met fin à sa carrière de joueur professionnel de football américain, Peyton Manning possède de nombreux records dans son sport. Il détient alors le record du nombre de yards gagnés à la passe en carrière avec 71 940 yards gagnés à la passe en saison régulière (ce record a depuis été dépassé par Drew Brees puis Tom Brady) et de victoires en saison régulière et playoffs avec 200 (là aussi dépassé par Brady). Il détient toujours le record du plus grand nombre de touchdowns en saison régulière avec 539.

### Évaluation duquarterback
Peyton Manning est le premier et seul quarterback à avoir terminé quatre rencontres avec une évaluation parfaite. Le tableau suivant comprend les statistiques de ces performances « parfaites » :
| Date              | Équipe                   | Adversaire                             | Comp | Tent | Yds | TD | Int |
| ----------------- | ------------------------ | -------------------------------------- | ---- | ---- | --- | -- | --- |
| 22 octobre 2000   | Colts d'Indianapolis, 30 | Patriots de la Nouvelle-Angleterre, 23 | 16   | 20   | 268 | 3  | 0   |
| 10 novembre 2002  | Colts d'Indianapolis, 35 | Eagles de Philadelphie, 13             | 18   | 23   | 319 | 3  | 0   |
| 28 septembre 2003 | Colts d'Indianapolis, 55 | Saints de La Nouvelle-Orléans, 21      | 20   | 25   | 314 | 6  | 0   |
| 4 janvier 2004    | Colts d'Indianapolis, 41 | Broncos de Denver, 10                  | 22   | 26   | 377 | 5  | 0   |